# Onze-Lieve-Vrouw van Rust

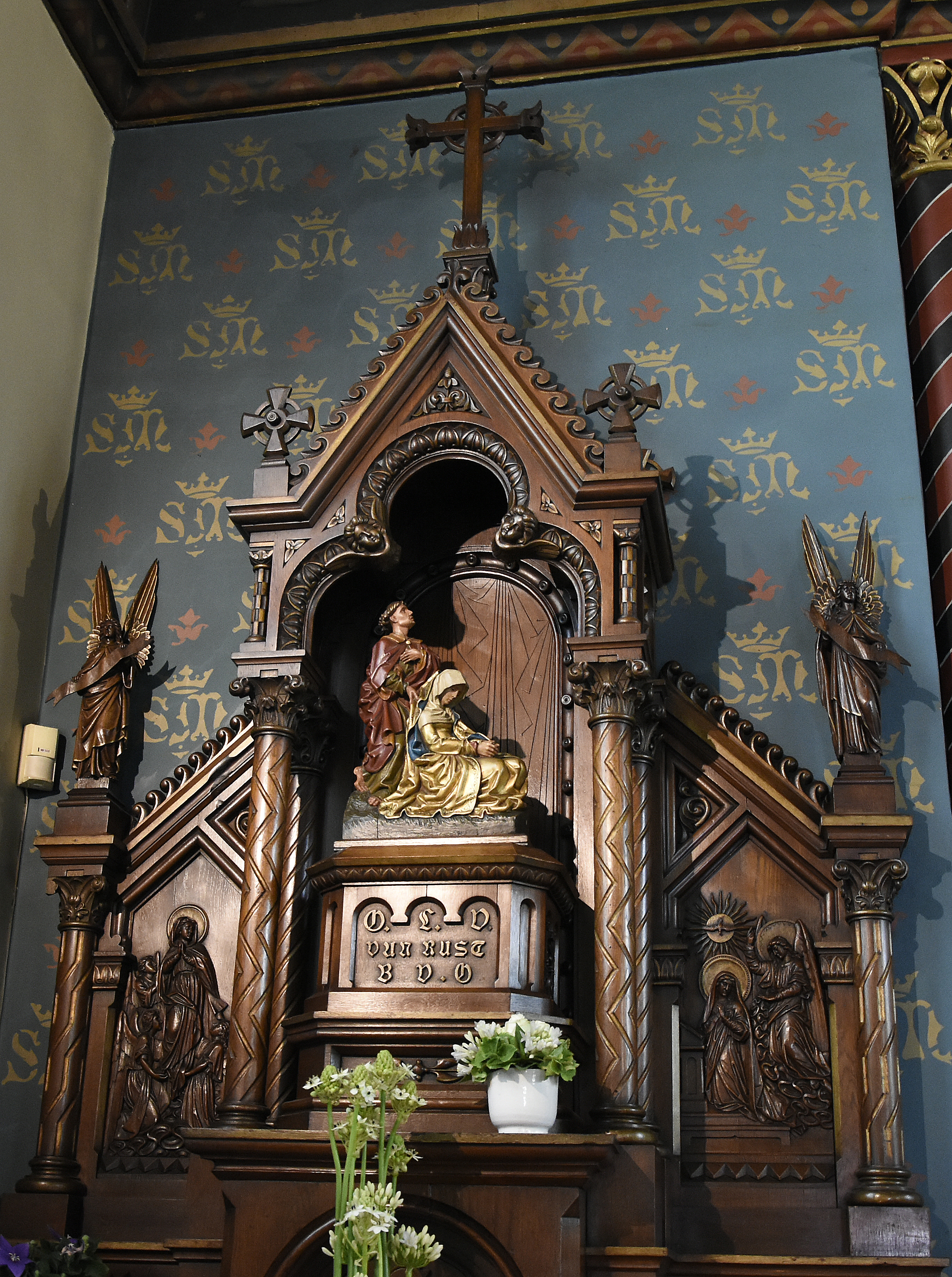
Onze-Lieve-Vrouw van Rust in de Sint-Gertrudiskerk te Heppeneert

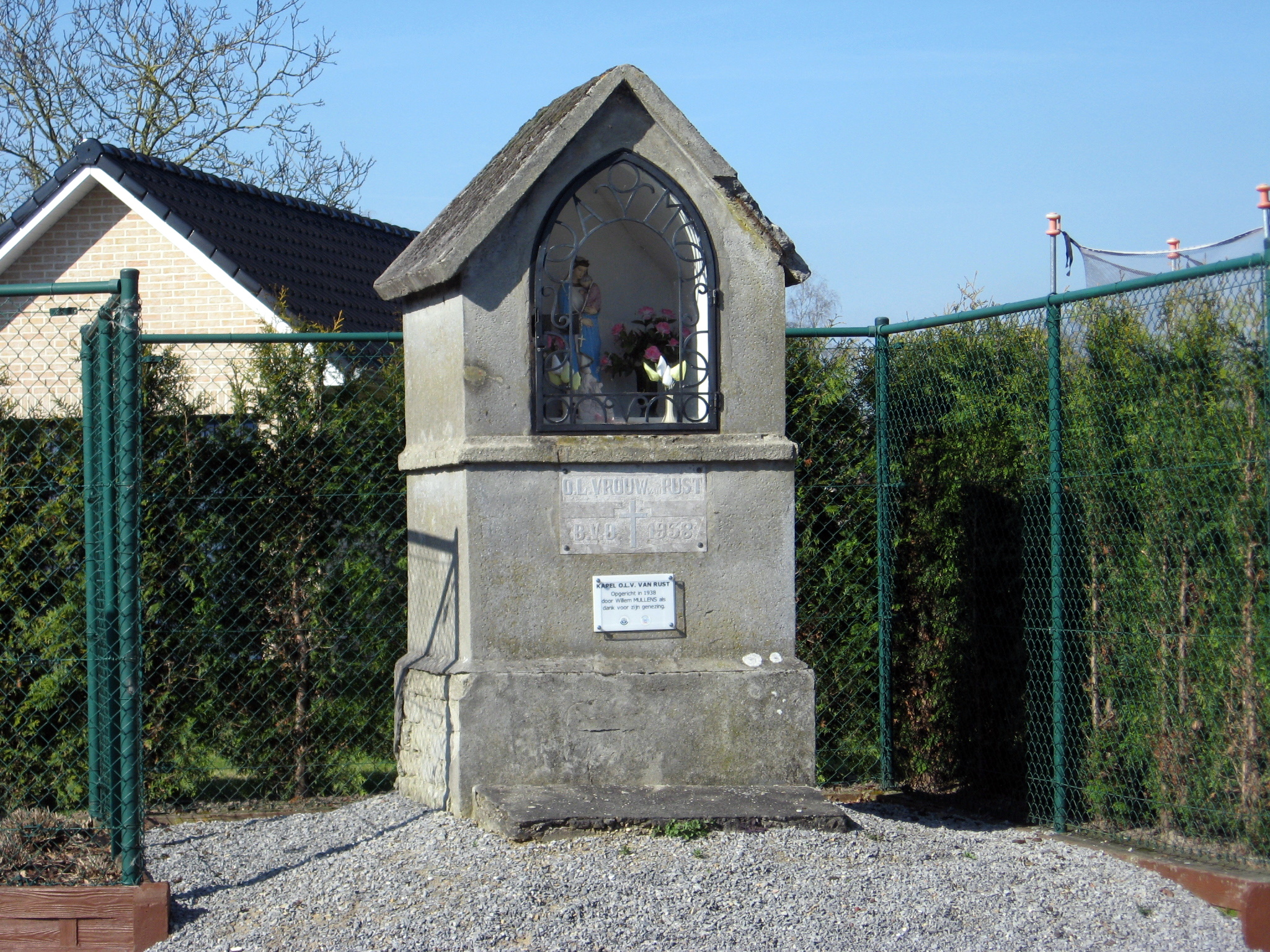
Kapel Onze-Lieve-Vrouw van Rust te Helchteren

Onze-Lieve-Vrouw van Rust is een wijze van Mariaverering.
Onze-Lieve-Vrouw van Rust wordt aangeroepen om rust te verkrijgen, om bevrijd te worden van angsten en kwellingen, en om inzicht te krijgen in te nemen moeilijke beslissingen.

## Bedevaartliederen
Het volgende Marialied, geschreven door pastoor A. Körner te Herten, werd aan Onze-Lieve-Vrouw van Rust gewijd:
Onze Lieve Vrouw van Rust
Velen zijn tot U gekomen.
En Gij hebt in aller hart
Troost en hoop doen wederkomen.
Onze Lieve Vrouw van Rust
Geef de vrede aan alle mensen
Rust en vrede immers is
 't Diepst verlangen aller wensen.
Onze Lieve Vrouw van Rust,
Gaat ons leven eens ten ende.
Met zijn smarten en zijn lust
Wil Gods straf dan van ons wenden
Een ander processielied, geschreven door de franciscaan Hilarion Thans, heeft als refrein:
Onze lieve Vrouw van Rust
Gij die zorg en kommer sust
Laat ons, bij u neergezeten
Vrede vinden, leed vergeten.

## Devotie voor Onze-Lieve-Vrouw van Rust
- Beek
- Diepenbeek, waar zich op de Kapelstraat een kapel bevindt toegewijd aan Onze Lieve Vrouw van Rust.
- Einighausen: Onze-Lieve-Vrouw-van-Rustkapel
- Heel: Onze-Lieve-Vrouw-van-Rustkapel
- Helchteren
- Heppeneert, waar zich een beroemd beeldje bevindt in de Sint-Gertrudiskerk
- Herten
- Kleine-Brogel
- Meeuwen-Gruitrode
- Mildert: Onze-Lieve-Vrouw-van-Rustkapel
- Mopertingen: Onze-Lieve-Vrouw-van-Rustkapel
- Neerpelt: Onze-Lieve-Vrouw-van-Rustkapel (Herent)
- Opglabbeek: Onze-Lieve-Vrouw-van-Rustkapel
- Peer: Onze-Lieve-Vrouw-van-Rustkapel
- Rekem: Onze-Lieve-Vrouw-van-Rustkapel
- Terboekt bij Genk: Onze-Lieve-Vrouw-van-Rustkapel
- Thorn: Onze-Lieve-Vrouw-van-Rustkapel